# Ободівка (Гайсинський район)

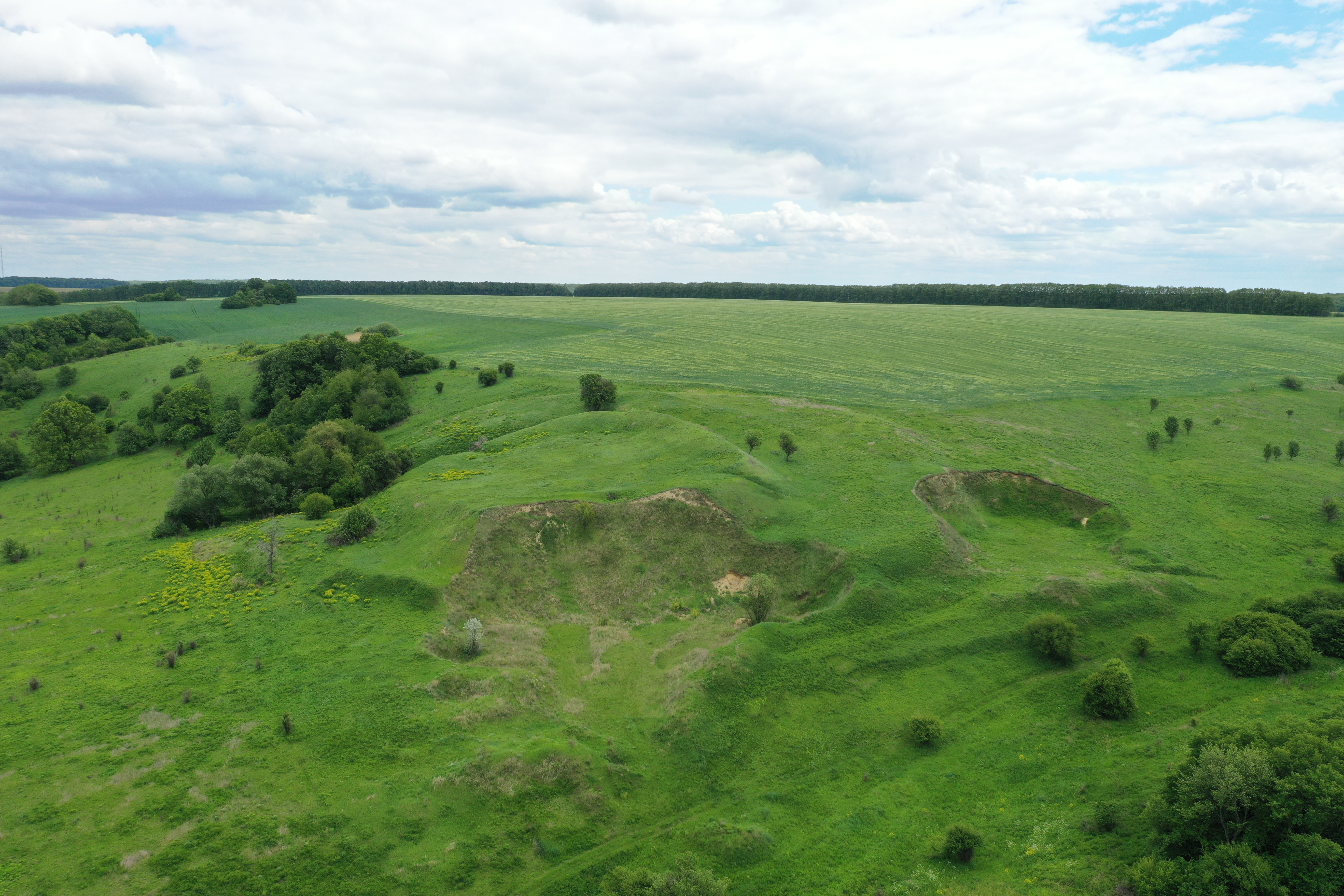
Городище в с. Ободівка

Ободі́вка — село в Україні, у Гайсинському районі Вінницької області. Від 25.10.2020 року центр Ободівської сільської територіальної громади. Населення становить 3150 осіб. На південь від села розташований ботанічний заказник «Гайдамацька Балка».

## Розташування
Вся Ободівка розділяється на п'ять частин: західна «Лози», південно-західна «Кучугури», північна «Посьолок», східна «Сосни», та північно-східна «Містечко». Територіальна громада межує із селами Баланівка, Жабокричка, Цибулівка та Н.Ободівка Гайсинського району. Через Ободівку проходять дві автотранспортні загальнодержавні магістралі що з'єднують південні та центральні області з західними та Молдовою, це дає можливість сполучення з будь якими куточками України та ближнього зарубіжжя.

## Герб
Щит перетятий лазуровим і золотим. В першій частині вліво летить срібний лелека з червоними лапами та дзьобом і чорним оперенням. В центрі щита в золотому кільці (ободі - герб є промовистим) золота хлібина на срібному вишитому рушнику, кільце обрамлене вінком із золотих колоска і дубової гілки, облямованих зеленою стрічкою.

## Історія
Археологічні знахідки, архівні документи та перекази свідчать про те, що в X ст. біля гори Миска містилось городище з досить розвиненою культурою.
Точної дати заснування села не знайдено в письмових джерелах, але відомо, що село існувало під назвою Бадівка ще в період володіння Литовським королівством землями Східного Поділля (1385-1569 роки).
У першій половині XVII століття Ободівка була великим містечком і входила до Брацлавського воєводства. Мандруючи Поділлям, у червні 1654 року, Булос ібн аз-Заїма аль-Халебі (Павло Халебський) залишив у своїх спогадах запис:
«Ми виїхали з Жабокрича: панотці в ризах з корогвами провели нас за місто, як це у них заведено. Дорогою ми проїздили через велику річку. На ній пороблено шлюзи для збирання риби та води для млинів, і ми тому вельми чудувалися.
Проїхавши дві милі, ми дістались до міста, значно більшого і кращого тих, які вже поминули, ім'я йому – Ободівка. Воно має чимале високе укріплення. Ми в'їхали таким же чином, як вже розповідалося, мостом над ставком у середмісті. Назустріч нам вийшли, за звичаєм, панотці в ризах, з хрестами і корогвами, а також урядовці міста і все його населення, навіть діти та жінки. У місті стоять дві дерев'яні церкви: в ім'я Успення Богородиці й Святого Михайла, величні та високі, з банями та дзвіницями, що привертають увагу ще звіддалеки. Нам траплялося відвідувати пишні церкви зимові і літні, з численними скляними вікнами, які тішать око; їх збудовано нещодавно, вже за гетьмана Зіновія Хмеля (хай продовжить Господь життя його!). На честь найшанованіших святих у козаків даються імена, як чоловікам, так і жінкам. Священики ж їхні мають особливий знак: вони носять ковпаки з чорного сукна з чорною опушкою, які не відрізняються від оксамитових. У багатих панотців ковпаки з чорного оксамиту і з соболиним хутром. Протопіп носить суконний капелюх з хрестом; багаті – чорний оксамитовий. Перед архієреями вони стоять простоволосі,так само і в церкві.
Ми вирушили з Ободівки в середу вранці 14 червня і їхали поміж садами, яким нема кінця-краю, і річками праворуч і ліворуч. Розмаїті посіви заввишки в людський зріст розливалися на всі боки, наче величезне море...».
У 1718 році селище належало Йосифу Потоцькому. У 1786 р. разом із сусідніми селами продане Станіславу Потоцькому, а в 1787 – Каетану Собанському.
Собанські оселилися в Ободівці на 130 років. Цей рід, герба Юноша, походив із Собаніце, що знаходиться у Мазовії. У XVII столітті Собанські належали до дрібної шляхти, а у XVIII у їхній власності були значні маєтності східних воєводств Речі Посполитої. Собанські займали високе становище у суспільстві і приймали активну участь у різних історичних подіях.
У 1812 році місцевий поміщик — шляхтич Міхал Собанський  (1755—1832)— отримав для Ободівки право називатись містечком.
Палац у 1900 році був перебудований наступником, теж Міхалом Собанським-молодшим. Від фронту портик з рядом чотирьох колон, по боках вони подвійні. Біля палацу парк, який було закладено Діонісієм Міклером.
З серпня 1924 року в маєтку поселились бійці кінармії Котовського, організувавши тут «Бессарабську комуну». Палац, який нараховував 77 кімнат, комунари вважали непридатним для житла через великі розміри приміщень. У кінці 1920-их років комунари добудували одноповерхову частину палацу, яка утворювала внутрішній дворик, другим поверхом. Невдовзі у палаці відкрився будинок відпочинку для командного складу 2-го кавалерійського корпусу.
1959 року створено Ободівський краєзнавчий музей.
23 лютого 2014 року в селі невідомими патріотами було демонтовано пам'ятник Леніну. Пізніше і пам'ятник Котовському.
12 червня 2020 року, відповідно розпорядження Кабінету Міністрів України № 707-р «Про визначення адміністративних центрів та затвердження територій територіальних громад Вінницької області», село увійшло до складу Ободівської сільської громади.
19 липня 2020 року, внаслідок адміністративно-територіальної реформи і ліквідації Тростянецького району, село увійшло до складу Гайсинського району.

## Населення

### Мова
Розподіл населення за рідною мовою за даними :
| Мова            | Кількість | Відсоток |
| --------------- | --------- | -------- |
| українська      | 3405      | 97.12%   |
| російська       | 83        | 2.37%    |
| румунська       | 14        | 0.40%    |
| білоруська      | 3         | 0.09%    |
| інші/не вказали | 1         | 0.02%    |
| Усього          | 3506      | 100%     |

## Пам'ятки
- Палац Собанських (1800) та великий парк площею 17 га.
- ХРАМ УСПІННЯ ПРЕСВЯТОЇ БОГОРОДИЦІ ПРАВОСЛАВНОЇ ЦЕРКВИ УКРАЇНИ
- Ободівський парк — парк-пам'ятка садово-паркового мистецтва загальнодержавного значення.
- Гора «Миска» або ж гора «Семениха» — природо-історична пам'ятка.
- Урочище Грабарка — ландшафтний заказник місцевого значення.
- Заповідні сосни — ботанічна пам'ятка природи місцевого значення.
- Гайдамацька Балка — ботанічний заказник загальнодержавного значення.
- Ділянка скополії карніолійської — ботанічна пам'ятка природи місцевого значення.

## Відомі люди

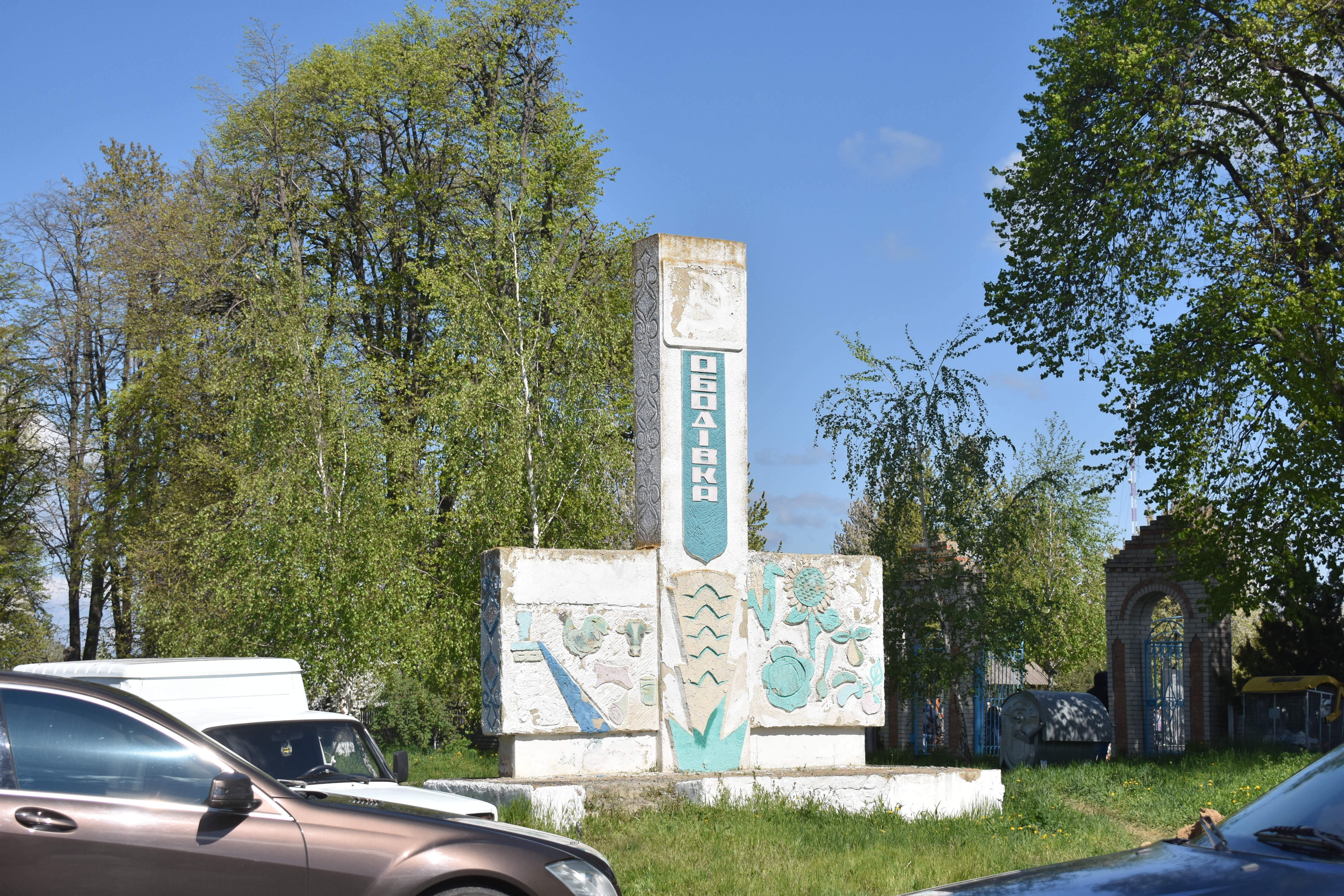
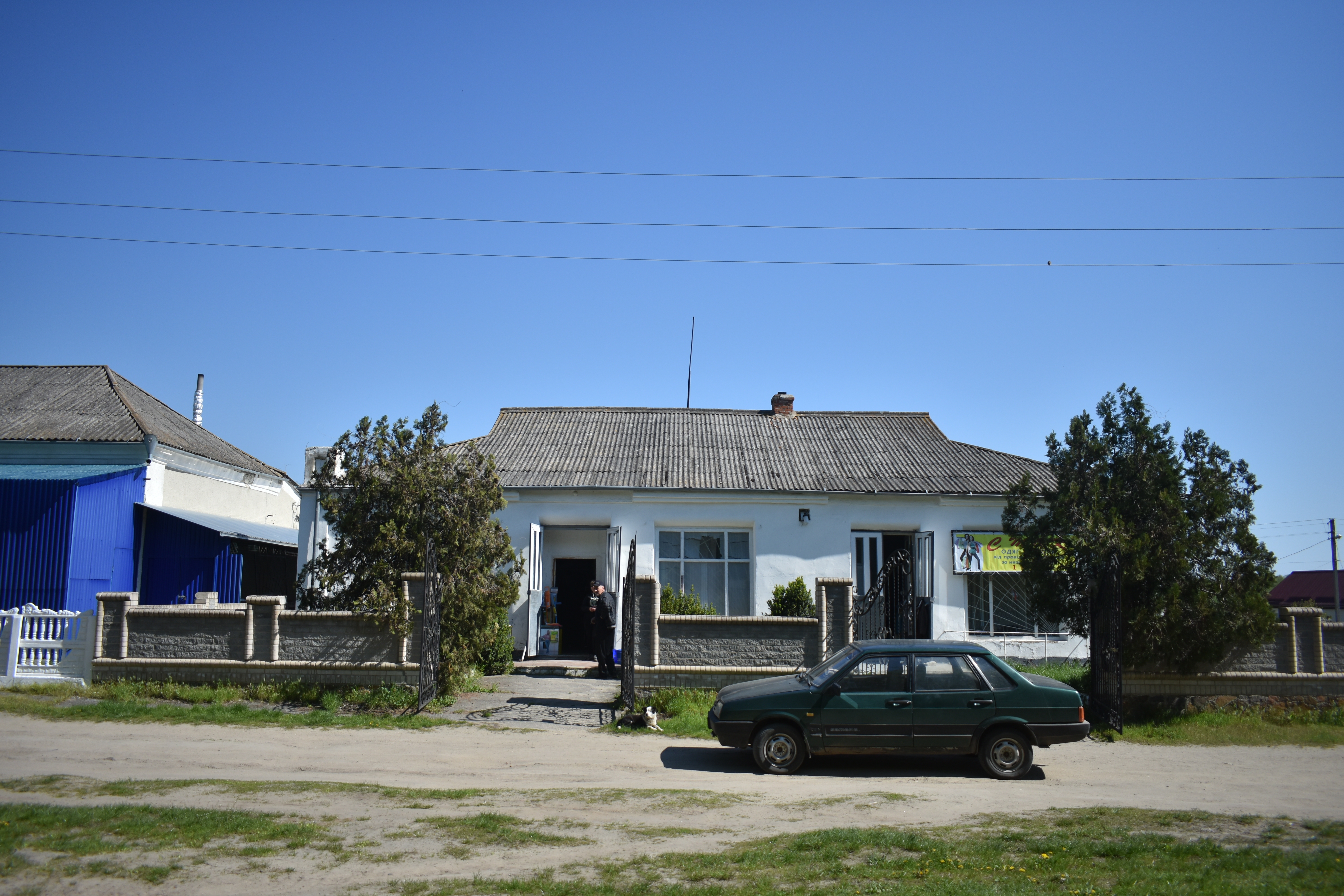
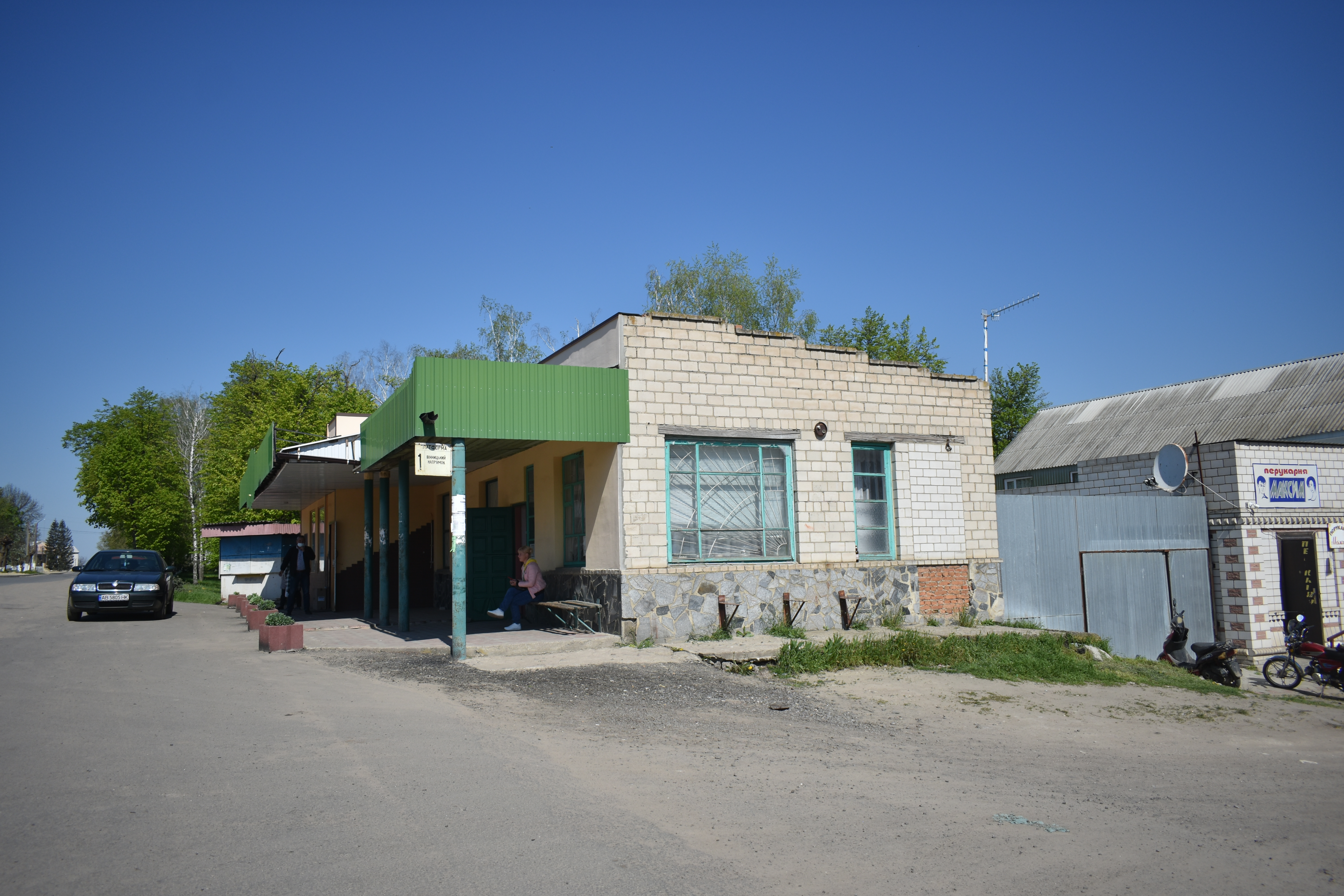
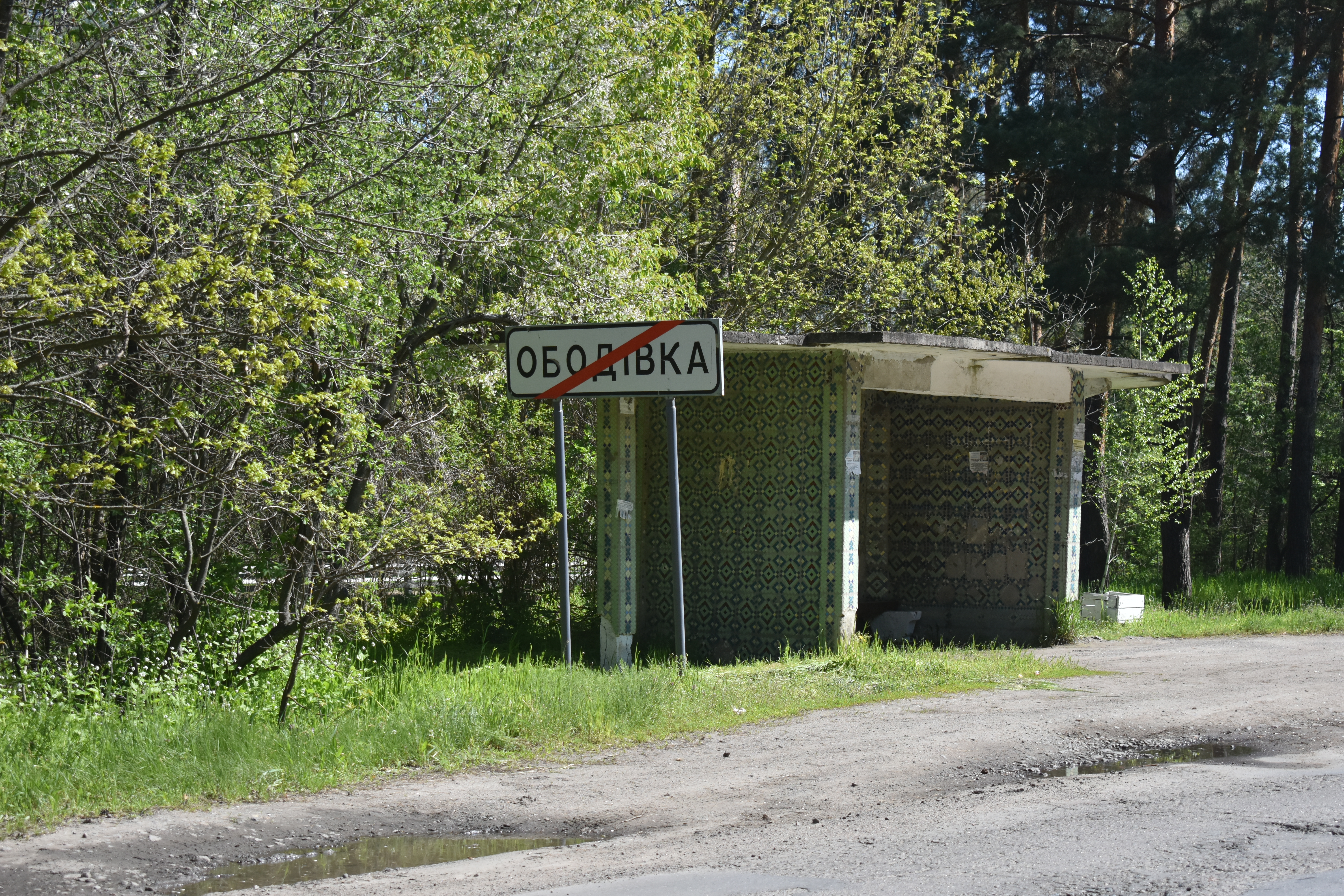
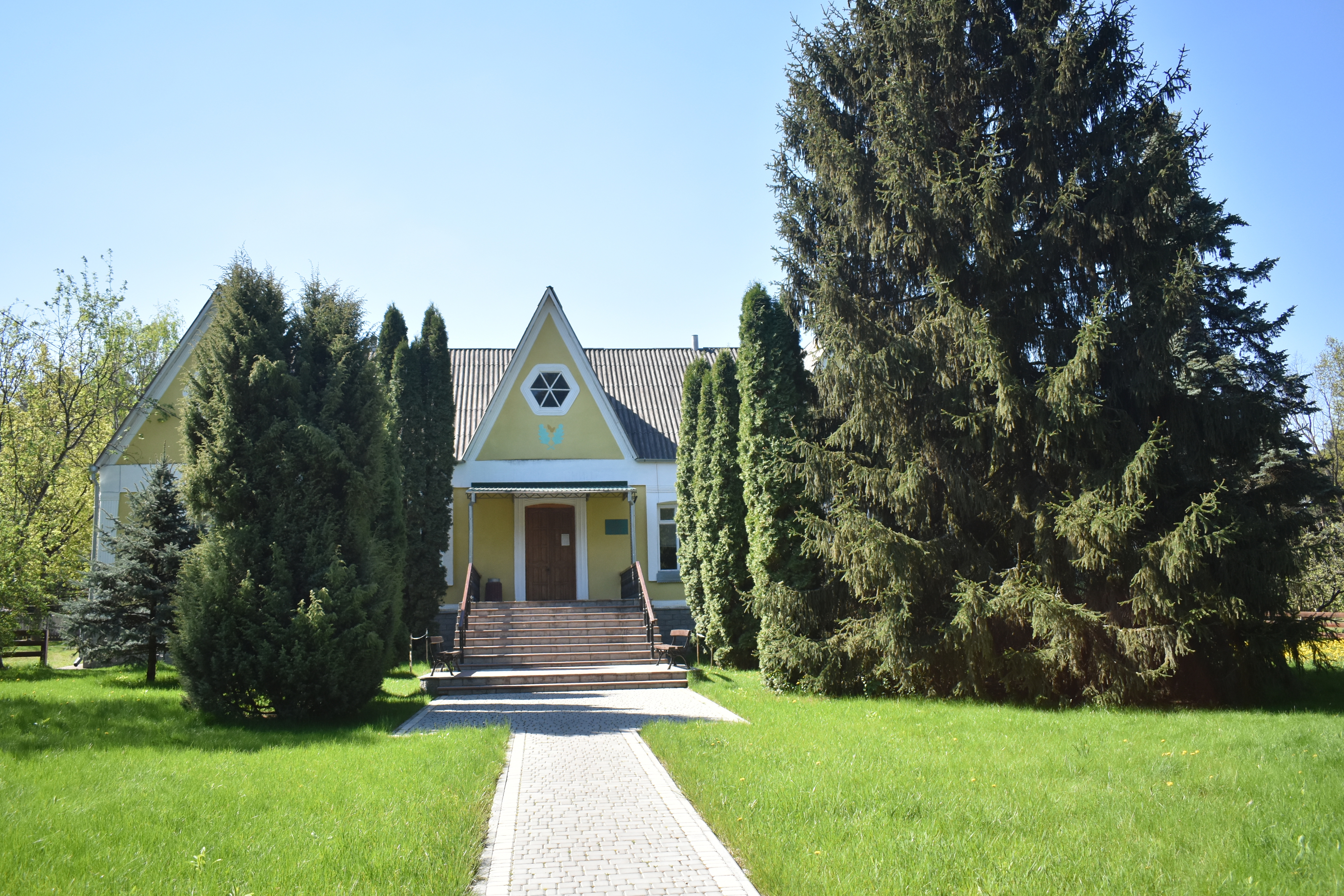

- Войтенко Євген (1985 — 2024) — український військовик, учасник російсько-української війни[7].
- Гунько Володимир (1989 — 2022) — учасник Революції Гідності, український військовий, учасник російсько-української війни[8].
- Деміхов Олег (1993 — 2023)  — український військовик, учасник російсько-української війни[9].
- Деримедвідь Людмила Віталіївна — доктор медичних наук (2006), завідувач (з 2005), професор (з 2006) кафедри фармакотерапії НФаУ.
- Лариса Дончук (Колесник) — українська поетеса і прозаїк.
- Зелінський Володимир Анатолійович — художник декоративно-прикладного мистецтва. Член Національної спілки художників України з 1989 р.
- Іщенко Андрій Венедиктович — український оперний співак (тенор), соліст Київського оперного театру, заслужений артист УРСР.
- Кіпорук Володимир (1978 — 2022)  — український військовик, учасник російсько-української війни[10].
- Лісовський Казимир Леонідович — сибірський письменник, уродженець с. Ободівка.[11],[12].
- Лужанський Андрій Васильович — кандидат юридичних наук, заслужений юрист України, автор понад 30 наукових праць.
- Антоній Собанський (1898 - 1941) - польський журналіст, літератор, громадський діяч[13]
- Тлустий Денис (1990 — 2023)  — український військовик, учасник російсько-української війни[14].
- Трохименко Сергій (1979 — 2023) — український військовик, учасник російсько-української війни[15].
- Черевичний Дмитро Степанович — український письменник.
- Елізер Штейнман — єврейський письменник та ессеїст. Писав на івриті та ідиші.
- Яковенко Ігор Григорович — російський культуролог, доктор філософських нау, професор кафедри історії та теорії культури факультету історії мистецтва Російського державного гуманітарного університету. Антикомуніст, правозахисник[16].

Останні свої роки в Ободівці провів відомий український поет, автор широко знаних пісень «Сніжинки падають», «У Карпатах ходить осінь», «Незрівнянний світ краси» та ряду інших Анатолій Фартушняк. Музику до цих творів написав відомий композитор і режисер Левко Дутківський. З цими піснями своє творче життя починали Василь Зінкевич, Софія Ротару, Назарій Яремчук.
Немировський Федір Іванович, 1940 р.н.будівельник, головний інженер-архітектор Тростянецького району Вінницької області, народився в с. Ободівка.